# 복면검사
《복면검사》(覆面檢事)는 2015년 5월 20일부터 2015년 7월 9일까지 KBS2에서 방영된 수목 미니시리즈이다.

## 줄거리
검사라는 신분으로도 해결할 수 없는 일을 주먹으로 해결하는 한 남자의 이야기를 그린 드라마

## 등장 인물

### 주요 인물
- 주상욱 : 하대철 역 (아역 노영학)
- 김선아 : 유민희 역 (아역 주다영)
- 엄기준 : 강현웅 역
- 전광렬 : 조상택 역

### 하대철의 주변 인물
- 박영규 : 정도성 (박규철) 역
- 이문식 : 장호식 역
- 황선희 : 서리나 역
- 박영지 : 서민성 역

### 유민희의 주변 인물
- 이원종 : 지동찬 역
- 김병춘 : 박동표 역
- 홍석천 : 피성호 역
- 서준 : 서형사 역

### 강현웅의 주변 인물
- 이기영 : 강중호 역
- 정애리 : 임지숙 역
- 박용수 : 송만석 역

### 그 외 인물
- 박정학 : 이장권 역
- 김대령 : 김기호 역
- 최성재 : 김기태 역
- 최상민 : 홍태홍 역
- 강성미 : 진소영 역
- 송영규 : 마상호 역
- 신지수 : 조연지 역
- 김리원 : 선희 역
- 손광업
- 누엘
- 박기산
- 손인용
- 하준호
- 조이행
- 이윤상
- 김종수
- 서진원
- 이우진 : 무기수 역
- 홍서준
- 이일섭
- 정명준
- 이규섭
- 정병호
- 차승연
- 우용희 : 국립 과학 수사 연구원 역

### 특별출연
- 최시원 : 허당 도둑 역
- 조한철 : 변호사 역
- 신승환 : 하대철의 담임 역
- 이설구 : 박도필 역
- 유세형
- 윤태진

## 시청률
최저 시청률과 최고 시청률은 시청률 조사회사와 지역별로 시청률에 차이가 있을 수 있습니다.
| 2015년      | 2015년      | 2015년         | 2015년       | 2015년         | 2015년       |
| 회차        | 방송일      | TNmS 시청률    | TNmS 시청률  | AGB 시청률     | AGB 시청률   |
| 회차        | 방송일      | 대한민국(전국) | 서울(수도권) | 대한민국(전국) | 서울(수도권) |
| ----------- | ----------- | -------------- | ------------ | -------------- | ------------ |
| 제1회       | 5월 20일    | 5.9%           | 6.7%         | 6.8%           | 7.6%         |
| 제2회       | 5월 21일    | 4.7%           | 4.6%         | 5.4%           | 5.9%         |
| 제3회       | 5월 27일    | 5.6%           | 6.3%         | 5.3%           | 5.7%         |
| 제4회       | 5월 28일    | 5.4%           | 6.4%         | 6.1%           | 6.6%         |
| 제5회       | 6월 3일     | 5.0%           | 5.2%         | 5.9%           | 6.2%         |
| 제6회       | 6월 4일     | 4.6%           | 5.2%         | 5.3%           | 5.5%         |
| 제7회       | 6월 10일    | 5.7%           | 5.8%         | 5.6%           | 5.7%         |
| 제8회       | 6월 11일    | 4.6%           | -            | 5.4%           | 5.3%         |
| 제9회       | 6월 17일    | 4.9%           | 4.8%         | 5.7%           | 6.7%         |
| 제10회      | 6월 18일    | 4.9%           | 4.7%         | 4.8%           | 5.5%         |
| 제11회      | 6월 24일    | 5.3%           | 5.6%         | 6.0%           | 6.6%         |
| 제12회      | 6월 25일    | 5.1%           | 5.6%         | 5.9%           | 6.1%         |
| 제13회      | 7월 1일     | 4.7%           | -            | 5.6%           | 5.9%         |
| 제14회      | 7월 2일     | 4.5%           | 4.7%         | 5.3%           | 5.7%         |
| 제15회      | 7월 8일     | 5.0%           | 5.3%         | 5.9%           | 6.4%         |
| 제16회      | 7월 9일     | 5.9%           | -            | 6.9%           | 7.2%         |
| 평균 시청률 | 평균 시청률 | 5.1%           | -            | 5.7%           | 6.2%         |

## 참고 사항
- 담당 PD 전산은 2000년 나는 그녀가 좋다[3] 이후 15년 만에 미니시리즈 연출을 맡았다.
- '진정한 정의란 무엇인가?'에 대한 답을 찾아간다는 기획의도는 살려냈지만 끝내 드라마의 성패를 가르는 재미는 제대로 살려내지 못한 채 한자릿수 시청률로 기대 이하의 성적에 그쳤다[4].

## 같이 보기
MBC 수목 미니시리즈
- 《맨도롱 또똣》
- 《밤을 걷는 선비》

SBS 드라마 스페셜
- 《냄새를 보는 소녀》
- 《가면》